# L Devine
Olivia Rebecca Devine (nacida el 21 de junio de 1997), conocida profesionalmente como L Devine, es una cantante inglesa y compositora que firma con Warner Bros. Records y BMG Publishing.

## Primeros años
Devine nació y creció en Whitley Bay, una ciudad costera cerca de Newcastle Upon-Tyne. Devine asistió a Newcastle High School for Girls, una escuela diurna independiente, completandola con una calificación excelente en 2015.
Inspirada por The Clash y The Sex Pistols, ella formó su primera banda, "The Safety Pinz", cuando tenía siete años. Ella, más tarde publicó un mash-up de su propia música con la canción de Beyoncé "Mine" a YouTube, que atrajo la atención del productor Mickey Valen, a lo que ella subsecuentemente ahorró el suficiente dinero para mudarse a Londres para así perseguir una carrera en la música.
Devine adoptó el seudónimo L Devine como nombre artístico porque comparte el nombre con Olivia Devine, una estrella porno.